# Cantó de Montlouis-sur-Loire
El cantó de Montlouis-sur-Loire és un cantó francès del departament de l'Indre i Loira, situat al districte de Tours. Té 4 municipis i el cap és Montlouis-sur-Loire.

## Municipis
- Larçay
- Montlouis-sur-Loire
- Véretz
- La Ville-aux-Dames

## Història
| Data d'elecció                           | Identitat         | Partit | Qualitat |
| ---------------------------------------- | ----------------- | ------ | -------- |
| 1985-1998                                | Dominique Leclerc | RPR    |          |
| 1998-                                    | Patrick Bourdy    | PS     |          |
| les dades anteriors no són pas conegudes |                   |        |          |
|                                          |                   |        |          |

## Demografia
| A partir de 1990: Població sense dobles comptes |